# Liga Guatemalteca De Football Americano
La Liga Guatemalteca es la competencia oficial de fútbol americano y se juega a partir de septiembre en el Gatorade Arena. Actualmente existen ocho equipos, siete de ellos en la Ciudad de Guatemala y el otro en Quetzaltenango.

## Equipos
| Dragones  | 2019 | 2025 | Ciudad de Guatemala | Sebastián Mancilla      |
| Titanes   | 2019 | 2024 | Ciudad de Guatemala | Renato Vega/Pablo Lutín |
| Bulldogs  | 2022 | 2024 | Ciudad de Guatemala | David Silva             |
| Toros     | 2022 | 2025 | Ciudad de Guatemala | Bandera de Guatemala    |
| Cabros    | 2017 | 2019 | Xela                | Bandera de Guatemala    |
| Búhos     | 2023 | 2025 | Ciudad de Guatemala | Bandera de Guatemala    |
| Jaguares  | 2024 | 2025 | Ciudad de Guatemala | Daniel Lutín            |
| Mayas     | 2025 | 2025 | Ciudad de Guatemala | Bandera de Guatemala    |
| Largartos | 2025 | 2025 | Ciudad de Guatemala | Bandera de Guatemala    |

|}

## Palmarés
| Equipo            | Títulos | Último año campeón |
| ----------------- | ------- | ------------------ |
| Bulldogs          | 6       | 2022               |
| Toros             | 4       | 2019               |
| Búhos             | 3       | 2024               |
| Dragones/Lagartos | 1       | 2025               |